# Franz Markau

Franz Markau

Franz Markau (* 1. November 1881 in Berlin; † 25. Januar 1968 in Weimar) war ein deutscher Maler und Grafiker.

## Leben
Franz Markau wurde in ärmlichen Verhältnissen geboren. In einem Lebenslauf aus den 50er Jahren schreibt er: „Mein Vater war Landpostillion. Ich bin das achte und letzte Kind in der Familie, unsere Lebenslage war bescheiden… Meine erste Erinnerung ist, dass mich meine Mutter die Kellertreppe herauftrug, mich auf die oberste Stufe setzte, damit ich mit den auf dem Hof herumtrippelnden Kaninchen spielen konnte.“ Markau besuchte die Lehre eines Anstreichers. „Ich arbeitete dort 4 Jahre und habe in dieser Zeit die Eisenkonstruktionen fast sämtlicher Berliner Bahnhofshallen und Eisenbahnbrücken entrostet und gestrichen. Der Handwagen war mein ständiger Begleiter. Endlich war die für mich sehr harte Lehrzeit, in der Kinder vermögender Eltern sich bis zum Abitur emporarbeiten konnten, ‚verstrichen‘… Es wurde mir ermöglicht, die Kunstschule zu besuchen… Nach dem Ersten Weltkrieg, den ich vom ersten bis zum letzten Tag als Soldat durchgemacht habe, gründete ich eine Gruppe ehemals feldgrauer Künstler…“
Vom 1. April 1896 bis zum 31. März 1900 erlernte er den Malerberuf als Lehrling in der Firma W. Lehmann Berlin in Groß-Lichterfelde bei Berlin. Daneben besuchte er von Oktober 1896 bis März 1900 Abendunterricht an der 1. Handwerkerschule Berlin. Im April 1900 bestand er die Gesellenprüfung. Anschließend studierte er vom 12. April 1901 bis zum 30. Juni 1903 an der Staatlichen Kunstschule Berlin. Vom 15. Oktober 1905 bis zum 28. Juni 1911 studierte er in der Unterrichtsanstalt des Königlichen Kunstgewerbemuseums Berlin in der Klasse für Raummalerei bei Bruno Paul und der Klasse Akt und Figur bei Max Koch. Für besondere Leistungen wurde er mit einer Medaille ausgezeichnet. Vor und nach dem Ersten Weltkrieg arbeitete er an dem „Versuch einer farbigen Volksarchitektur“ im Kreis um den Architekten Bruno Taut mit.
Seinen ersten Auftrag erhielt er 1912 mit der Ausmalung der Hoffnungskirche in Berlin-Pankow. 1914 bis 1918 nahm er am Ersten Weltkrieg teil. Nach Kriegsende gründete er eine „Gruppe ehemals feldgrauer Künstler“. Mit Hilfe von Käthe Kollwitz gelang es Markau, über Räume der Preußischen Akademie der Künste für Ausstellungen dieser Gruppe zu verfügen. Von 1924 bis 1926 betrieb er ein eigenes Malergeschäft. Vom 15. Oktober 1925 bis zum 31. März 1926 war er nebenamtlicher Leiter der Entwurfs- und Fachklasse für Dekorationsmalerei an der Städtischen Handwerker- und Kunstgewerbeschule Berlin. Vom 1. Mai 1926 bis Ende 1944 leitete er die Fachabteilung Dekorative Malerei an der Kunstgewerbeschule Erfurt, seit 1929 als Professor.
In der Zeit des Nationalsozialismus war Markau obligatorisches Mitglied der Reichskammer der bildenden Künste. Es ist aber nur eine Ausstellung bekannt, an der er in dieser Zeit teilnahm.
Am 18. Juni 1945 wurde er aus dem Schuldienst entlassen. Er begann im Jahr darauf seine freischaffende Tätigkeit in Weimar und wurde dann Mitglied des Verbands Bildender Künstler der DDR.
Studienreisen führten ihn nach Italien und Mazedonien, nach Tirol und in die baltischen Länder.
Auf dem alten Friedhof hinter der Goethe-Schiller-Gruft ist seine letzte Ruhestätte. Eine Staffelei trägt eine einfache Travertinplatte mit Markaus Signum, der fleißigen Hand.
Verheiratet war Markau seit dem 31. Januar 1914 mit der aus Riga stammenden Goldschmiedin Luise Natalie Schilling (* 6. November 1888; † 19. Juni 1980). Aus der Ehe gingen zwei Kinder hervor: Annemarie (* 1916-†1977) und der Lyriker Anselm (*1920-†1944). Markau war außerdem Schwiegervater des Architekten Hermann Räder. Der Nachlass des Ehepaares Markau befindet sich in der Sächsischen Landesbibliothek Dresden.

## Darstellung Markaus in der bildenden Kunst der DDR
- Hans Steger: Prof. Franz Markau (1953; Porträtbüste, Gips; Skulpturensammlung Dresden, Inv. Nr. ASN 5761)[2]

## Werk und Rezeption
Franz Markau hat ein reiches Lebenswerk hinterlassen. Sein Œuvre umfasst Ölgemälde, Aquarelle, Pastelle, Zeichnungen, Druckgrafik und vor allem Wandmalerei aus 70 Arbeitsjahren. Werke Markaus befinden sich u. a. in der Nationalgalerie Berlin, im Angermuseum Erfurt und in Museen in Hannover, Essen, und Gdańsk.

„Wer ihn bei Zusammenkünften und Beratungen des Verbandes erlebt, wer da seine aufmerksamen Augen gesehen hat und seine temperamentvollen Diskussions-Beiträge gehört hat, der weiß, wie regen Anteil der Künstler an allen Geschehnissen unserer Zeit nimmt“, hat, sein über den Lehrmeister geschrieben. „Dieses Temperament und diese Vitalität werden in seinen Bildern sichtbar. Die Form und Farbe sind bei ihm Träger eines starken inneren Erlebens… Der Maler Franz Markau ist ein eigenartiger und einzigartiger Farbenkünstler.“

### Partner der Architektur
Für die Kunst Markaus ist es charakteristisch, dass er sich nie auf nur eine Technik festlegte. Die am und im Bau gebundene Malerei blieb seine große Freude, auch noch im hohen Alter, als das Arbeiten auf dem Gerüst schon seine physischen Kräfte überforderte und ihm Freund Otto Knöpfer selbstlos half. Seine letzten Wandbilder sind in Erfurt: Zwei Thüringer Landschaften in der HNO-Klinik und gleich in der Nähe im Musiksaal der Pädagogischen Hochschule das Wandbild „Musik“.
Markau hatte unmittelbar vor und nach dem Ersten Weltkrieg im Kreis um Bruno Taut an dem „Versuch einer farbigen Volksarchitektur“ mitgearbeitet. Ab 1926 nahm er diese Farbgestaltung in den Unterricht der Erfurter Kunstschule auf und lehrte die Farbgebung für ganze städtebauliche Räume, von Hausfassaden zu Innenräumen bis zum Einzelmöbel.

### Themenkreis
Der Themenkreis im Werke Markaus ist vielschichtig und weit gespannt. Er umfasst den ganzen Bereich des Lebens: Pflanze – Tier – Mensch. Er malt und zeichnet das neugeborene Kind, ja mehrfach das noch ungeborene, er malt das ganze Menschenleben bis zum natürlichen Vergehen. Seine Frau, die große Familie, in der er lebt, das Heranwachsen seiner Enkel wie vorher seiner beiden Kinder und immer wieder das Selbstbildnis sind permanente Darstellungsinhalte. Dabei ringt er in harter geistiger und oft auch Knochenarbeit um das Allgemeingültige, um die Aussage zu bestimmter Zeit und zu bestimmtem Ort.
Die Darstellung der Arbeitswelt ist ihm inneres Bedürfnis; zu sehen im Bild seiner Schwester Klara (einer Heimarbeiterin an der Nähmaschine), in den Walzwerkbildern aus den zwanziger Jahren oder in den Bildern vom Glockenguss in Apolda aus dem letzten Lebensjahrzehnt. Er malte die Menschen bei Feier und Erholung, eine Vielzahl von Strandbildern und Szenen vom Landhausleben. Aber auch den Tod muss er sich vom Herzen malen, z. B. seinen im Zweiten Weltkrieg in Frankreich gefallenen Sohn. Werden und Vergehen beschäftigt ihn auch in den vielen Bildern von seinen geliebten Sonnenblumen.
Die Lebensumwelt, die Stadt in ihrer Geschichte und in den verschiedenen Jahreszeiten, lässt uns Franz Markau in seinen Bildern gleichermaßen erleben. Erfurts berühmte Stadtkrone, interessante Straßen und Platzräume, das Gesamtstadtbild vom Steiger oder von den Westhöhen hinter der iga aus gesehen, die Baustelle, die Siedlung, das Leben in der Stadt, wenn täglich der Milchmann kam…
Markau erwanderte die Thüringer Dörfer, zeigte die Bauern bei ihrer schweren Arbeit und auch beim Schlachtfest. Markau ging 1948 mehrere Monate nach Wolgast, erlebte als Mitarbeiter das Entstehen der Werften. Es entstand eine Reihe von Stadt- und Bauplatzbildern, die heute als wertvolle Zeitdokumente für sich sprechen.

### Natur und Farbe
Alle Bilder Markaus sind aus dem realen Leben, aus dem Anschauen der Natur geboren. Aber sie sind nicht nur registrierter Fakt oder Natureindruck. Der Künstler komponiert, bewusst Störendes fernhaltend, das Wesentliche steigernd, maßhaltend in seinen Mitteln, immer die Grenzen der Kunstgesetze achtend, aber ohne durch diese sich eingeengt zu fühlen. Die Steigerung der Naturformen und Naturfarben zu Harmonie und innerer Klarheit sind dem Künstler unermüdliche Arbeit und führen zu immer neuer Gestaltungskraft, die den Betrachter über das Alltagserlebnis hinaus zu Freude und Lebensbejahung führt.
„Farben sind Taten und Leiden des Lichts“ (Goethe). Mit diesem Satz wünschte der Künstler die Danksagung einzuleiten an alle Freunde, die ihn einmal zur letzten Ruhe begleiten würden. Es war seine Überzeugung, dass die Farbe sich dann am schönsten und reinsten enthüllt, wenn sie nach Naturstudien von innen her leuchtet. Nicht das Beleuchtete, sondern das Leuchtende war für Markau im höchsten Grad farbig. Stets ging es dem Künstler darum, die ganze Gesellschaft mit seinen Werken anzusprechen, wohl wissend um die Grenzen seiner Begabung und seiner Kräfte.

## Museen und öffentliche Sammlungen mit Werken Markaus (unvollständig)
- Berlin: Neue Nationalgalerie[3]
- Berlin: Kunstbibliothek – Staatliche Museen zu Berlin
- Erfurt: Angermuseum
- Gotha: Museum Schloss Friedenstein

## Weitere Werkbeispiele
- Bratwurststand (vor 1954, Öl)[4]
- Waldwinkel (vor 1954, Öl)[4]

- Im Sommer (1950, Öl)[5]
- Der Enkel (1952, Öl)[6]

## Ausstellungen (unvollständig)

### Einzelausstellungen
- 1951: Erfurt, Angermuseum
- 1961: Erfurt, Angermuseum (Gemälde, Aquarelle, Pastelle)

#### Postum
- 1982: Weimar, Galerie im Cranachhaus
- 2018: Erfurt, Angermuseum („Aspekte seines Lebenswerks“)[7]

### Ausstellungsbeteiligungen
- 1940: Berlin, Haus des Vereins Berliner Künstler („Deutsche Städtebilder und Landschaften“)

- 1946, 1949 und 1967/1968: Dresden, Allgemeine Deutsche Kunstausstellung und 2. und VI. Deutsche Kunstausstellung
- 1947: Erfurt, Thüringenhalle, 1. Landesausstellung Bildender Künstler Thüringens[8]
- 1948: Weimar, Schloss („Künstler schaffen. 1945–1948“)
- 1954: Altenburg/Thür., Lindenau-Museum („100 Jahre Staatliches Lindenau-Museum“)